# Кларк, Джек
Джек Кларк (англ. Jack Clarke родился 1 марта 1988 года Эффингеме, Суррей) — британский автогонщик. Кларк пасынок экс-пилота Формулы-1 и British Touring Car Championship Джулиана Бэйли.

## Карьера

### Формула-БМВ
Дебют Кларка в кольцевых гонках состоялся в 2006 в Формуле-БМВ UK за Nexa Racing. В своём дебютном сезоне он заработал всего два очка, что принесло ему 22-е место в общем зачёте и шестое место в кубке новичков. Также он финишировал 25-м в Мировом финале в Валенсия.

### Формула Палмер Ауди
Кларк перешёл в Формулу Палмер Ауди в сезоне 2007. Кларк показал жалкий старт в чемпионате, накопив всего лишь 76 очков за семь гонок. Семь подиумов в остальных тринадцати гонках, включая две победы на трассе Брэндс-Хэтч и Крофт, прогрессировавший Кларк занял четвёртое место, отстав от Джейсона Мура на два очка. Кларк также принял участие в Осеннем Трофее, и финишировал там на третьем месте в чемпионате, позади чемпиона Роберта Кина на 16 очков.
Кларк продолжил выступать в серии в 2008, и завершил сезон на пятом месте. Кларк выиграл гонки в Оултон Парке и Брэндс-Хэтче (установив также быстрейшие круги) также ему удалось показать быстрейшее время в гонке на трассе Снеттертон. Также он во второй раз принял участие в Осеннем Трофее, и закончил сезон четвёртым с одной победой, двумя поулами и быстрым кругом на этапе в Брэндс-Хэтче.

### Формула-2
В 2009 Кларк перешёл в возрождённую серию ФИА Формула-2, номер его болида 11.

## Результаты выступлений

### Гоночная карьера
| Сезон | Серия                                | Команда            | Гонки | Победы | Поулы | БК | Подиумы | Очки | Место |
| ----- | ------------------------------------ | ------------------ | ----- | ------ | ----- | -- | ------- | ---- | ----- |
| 2006  | Формула-БМВ UK                       | Nexa Racing        | 20    | 0      | 0     | 0  | 0       | 2    | 22    |
| 2007  | Формула Палмер Ауди                  |                    | 20    | 2      | 2     | ?  | 6       | 253  | 4     |
| 2007  | Формула Палмер Ауди Осенний Трофей   | 6                  | 1     | 1      | 0     | 4  | 96      | 3    |       |
| 2007  | Формула Палмер Ауди Shootout         | 3                  | 1     | 1      | 0     | 2  | 42      | 2    |       |
| 2008  | Кубок Porsche Carrera Великобритания | Porsche Motorsport | 2     | 0      | 0     | 0  | 0       | 0    | —†    |
| 2008  | Формула Палмер Ауди                  |                    | 19    | 2      | 0     | 3  | 7       | 264  | 5     |
| 2008  | Формула Палмер Ауди Осенний Трофей   | 6                  | 1     | 2      | 1     | 2  | 86      | 4    |       |
| 2008  | Формула Палмер Ауди Shootout         | 3                  | 0     | 0      | 0     | 0  | 30      | 4    |       |
| 2009  | ФИА Формула-2                        | MotorSport Vision  | 10    | 0      | 0     | 0  | 0       | 4    | 18    |

```
† — Кларк был пилотом VIP машины, поэтому не набирал очков.
```

### Результаты выступлений в Формуле-2
| Легенда к таблице |                                                                    |
| --- | ------------------------------------------------------------------ |
| В таблице перечислены результаты всех гонок, в которых принимал участие гонщик. Строками таблицы являются сезоны, столбцами — этапы соревнований. В каждой клетке указаны сокращённое название этапа и результат, дополнительно обозначенный цветом. Расшифровка обозначений и цветов представлена в нижеследующей таблице. |                                                                    |
| \| Пример \| Описание \| \| ------------ \| ------------------------------------------------------------------ \| \| 1 \| Победитель \| \| 2 \| Второе место \| \| 3 \| Третье место \| \| 5 \| Финишировал, заработав очки \| \| Сход \| Не финишировал, но при этом заработал очки \| \| 12 \| Финишировал, не получив очков \| \| НКЛ \| Финишировал, но не попал в финальную классификацию \| \| 15 \| Участвовал вне зачёта, либо по отдельной классификации \| \| 18 \| Не финишировал, но попал в финальную классификацию \| \| Сход \| Не финишировал \| \| НКВ \| Не прошёл квалификацию \| \| НПКВ \| Не прошёл предквалификацию \| \| ДСК \| Дисквалифицирован \| \| ИСК \| Исключён из протокола соревнований \| \| ТТ \| Заявлен для участия только в тренировках \| \| НС \| Участвовал в квалификации, но не стартовал в гонке \| \| Т \| Травмирован или болен \| \| ОТК \| Отказ от участия \| \| НТР \| Прибыл на соревнования, но на трассу не выезжал \| \| НПР \| Был заявлен в числе участников, но не прибыл к началу соревнований \| \| О \| Соревнования отменены \| \| \| Не участвовал \| \| Поул-позиция \| \| \| Быстрый круг \| \| |                                                                    |
| Пример | Описание                                                           |
| 1 | Победитель                                                         |
| 2 | Второе место                                                       |
| 3 | Третье место                                                       |
| 5 | Финишировал, заработав очки                                        |
| Сход | Не финишировал, но при этом заработал очки                         |
| 12 | Финишировал, не получив очков                                      |
| НКЛ | Финишировал, но не попал в финальную классификацию                 |
| 15 | Участвовал вне зачёта, либо по отдельной классификации             |
| 18 | Не финишировал, но попал в финальную классификацию                 |
| Сход | Не финишировал                                                     |
| НКВ | Не прошёл квалификацию                                             |
| НПКВ | Не прошёл предквалификацию                                         |
| ДСК | Дисквалифицирован                                                  |
| ИСК | Исключён из протокола соревнований                                 |
| ТТ | Заявлен для участия только в тренировках                           |
| НС | Участвовал в квалификации, но не стартовал в гонке                 |
| Т | Травмирован или болен                                              |
| ОТК | Отказ от участия                                                   |
| НТР | Прибыл на соревнования, но на трассу не выезжал                    |
| НПР | Был заявлен в числе участников, но не прибыл к началу соревнований |
| О | Соревнования отменены                                              |
| | Не участвовал                                                      |
| Поул-позиция |                                                                    |
| Быстрый круг |                                                                    |

| Год  | №  | 1        | 2        | 3          | 4        | 5       | 6          | 7          | 8          | 9       | 10       | 11    | 12    | 13    | 14    | 15    | 16    | Место | Очки |
| ---- | -- | -------- | -------- | ---------- | -------- | ------- | ---------- | ---------- | ---------- | ------- | -------- | ----- | ----- | ----- | ----- | ----- | ----- | ----- | ---- |
| 2009 | 11 | ВАЛ 1 13 | ВАЛ 2 19 | БРН 1 Сход | БРН 2 15 | СПА 1 5 | СПА 2 Сход | БРХ 1 Сход | БРХ 2 Сход | ДОН 1 9 | ДОН 2 14 | ОШЕ 1 | ОШЕ 2 | ИМО 1 | ИМО 2 | КАТ 1 | КАТ 2 | 18    | 4    |